# Словинско-русский словарь Хостника

Корешок «Словинско-русского словаря» с грамматикой в одном томе издания 1900—1901 гг.

Словинско-русский словарь — один из первых научных трудов на русском языке, где используется близкое к современному название словенского языка. До того использовался термин «хорутанский язык» — по названию древнего племени хорутан, предков словенцев, а у Франца Миклошича — «новословенский язык» .
Был написан Мартином Хостником. Издавался в одном томе с Граматикой словинскаго языка, которая была удостоена премией графа Д. А. Толстого с денежной наградой в 400 рублей серебром. Сам словарь был издан «по почину и иждевеніемъ Славянскаго Благотворительнаго Общества». Был издан в Горице в 1900—1901 годах.